# MünchenVerlag
Der MünchenVerlag ist ein Sachbuchverlag mit Sitz in München.
Der Verlag wurde im Jahr 1980 von dem 2007 verstorbenen Tillmann Roeder unter dem Namen Buchendorfer Verlag gegründet. 1984 erschien das Buch Pasing – Stadt vor der Stadt als erstes von vielen Münchner Stadtteilbüchern. Der Verlag ging 2003 in Insolvenz; er wurde von der Bibliothekarin Lioba Betten gekauft und weitergeführt. Mit der Konzentration auf reine „Münchenbücher“ wurde der Verlag 2005 in MünchenVerlag umbenannt. Zum Jahresbeginn 2013 wurde er an den Belser Verlag verkauft und wird von diesem seitdem als Verlagsnamen weitergeführt.
Lieferbar sind derzeit 58 Titel zur Stadtgeschichte und zum aktuellen Geschehen Münchens: Stadtteilbücher, Bücher über moderne Architektur, Fassaden und Jugendstil, über Brücken, Brunnen und Friedhöfe, Bücher über Feste und Märkte sowie über Münchner Persönlichkeiten („MünchenPortraits“).